# Super Locomotive
Super Locomotive est un jeu vidéo ferroviaire à défilement horizontal développé par Sega sur borne d'arcade en 1982.

## Système de jeu
L’objectif du jeu est de guider un train d’une gare à une autre. Le long du parcours, le joueur doit éviter des obstacles tels que d'autres trains, des avions, des feux rouges, des camions traversant les voies et orienter le train sur plusieurs itinéraires en changeant de voie. Le joueur peut tirer des balles de fumée depuis la cheminée à vapeur de la locomotive pour détruire les cibles aéroportées et dispose d’un champ de force qui protège le train pour une période limitée. L'utilisation des balles et des boucliers réduit une barre d'énergie qui peut être maintenue en ramassant sur les voies des éléments qui viennent ajouter de l'essence au train. À la fin d'un niveau, le joueur peut effectuer une étape bonus qui consiste à toucher un maximum d'ennemis aéroportés dans un temps limité. Le bonus attribué dépend du nombre d'ennemis détruits. Le jeu reprend ensuite sur des niveaux plus difficiles.

## Bande sonore
La bande son du jeu contient une interprétation chiptune du hit synthpop Rydeen (1979) du groupe Yellow Magic Orchestra, qui est joué dans les phases de jeu.
Le même morceau est par la suite apparu dans plusieurs jeux pour ordinateur dont Trooper Truck (1983) de Rabbit Software et Stryker's Run de Superior Software (1986), ainsi que pendant le chargement de Daley Thompson's Decathlon (1984) d'Ocean Software.

## Accueil
Le magazine Computer and Video Games a évalué le jeu dans son numéro de septembre 1983 en le définissant comme un bon défouloir agrémenté d'une bande son entrainante.

## Héritage
Le jeu aurait eu une diffusion très limitée avec seulement 35 circuits imprimés produits. La plupart sont restés au Japon tandis que le reste a été exporté vers Sega Europe et toutes vendues à des clients britanniques. Cela signifie que le jeu n'était pas présent de manière native en Europe continentale ni aux États-Unis. 
Cela en fait un des jeux les plus recherchés et les prix des circuits imprimés reflètent cette rareté. 
Bien qu'aucune conversion officielle du jeu n'existe, le jeu vidéo Loco (1984) est fortement inspiré de Super Locomotive. Le jeu vidéo Trooper Truck (1983) de Rabbit Software s’inspire également du jeu[réf. nécessaire].